# هیمالیا شمالی

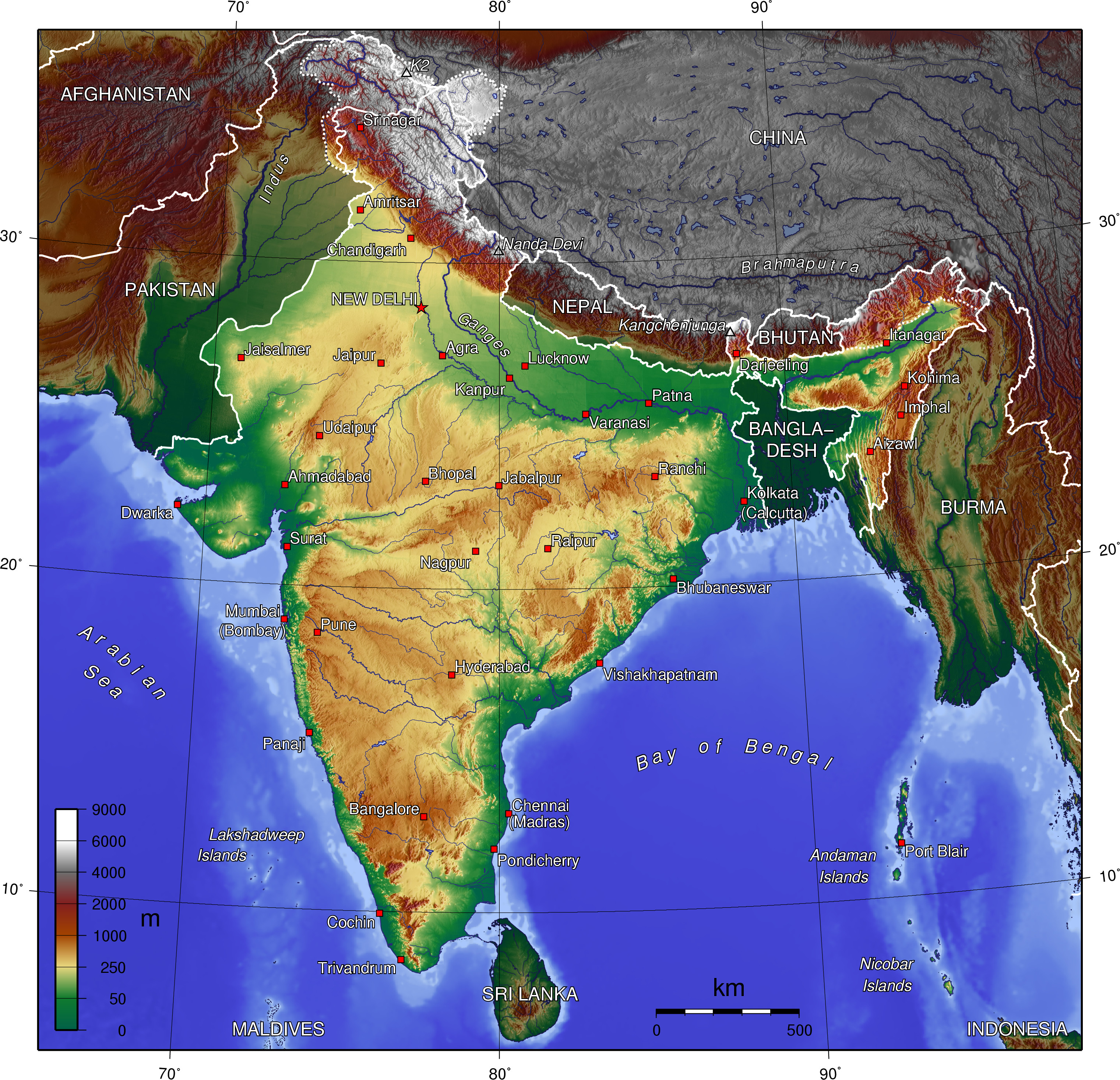
بخش‌هایی از هند به رنگ‌های قهوه‌ای و سفید، که در بالای قسمت‌های زرد و سبز این نقشه قرار دارند، در منطقه هیمالیا هند (IHR) قرار دارند.

منطقه هیمالیا هند (به اختصار IHR) بخشی از هیمالیا در جمهوری هند است که سیزده ایالت و قلمرو اتحادیه هند را یعنی لاداخ، جامو و کشمیر، هیماچال پرادش، اوتاراکند، سیکیم، بنگال غربی، میگ آلاپور، مانییاپور، میزورام، ناگالند، تریپورا، آسام و آروناچال پرادش در بر می‌گیرد. این منطقه وظیفه تأمین آب بخش بزرگی از شبه قاره هند را بر عهده دارد.
برخی از بلندترین کوه‌های روی زمین در این منطقه یافت می‌شوند. بسیاری از رودخانه‌های چندساله که از یخچال‌های طبیعی تغذیه می‌شوند از هیمالیا سرازیر می‌شوند.